# Kerkhof van Terdegem
Het Kerkhof van Terdegem is een gemeentelijke begraafplaats in de gemeente Terdegem in het Franse Noorderdepartement. Het kerkhof ligt rond de Sint-Maartenskerk in het dorpscentrum.

## Britse oorlogsgraven
Op het kerkhof bevinden zich 5 geïdentificeerde Britse oorlogsgraven uit de Tweede Wereldoorlog. Ook in de Eerste Wereldoorlog werden hier al gesneuvelden begaven, maar die graven werden na de oorlog overgebracht naar Sanctuary Wood Cemetery in het Belgische Zillebeke. De graven worden onderhouden door de Commonwealth War Graves Commission. In de CWGC-registers is de begraafplaats opgenomen als Terdeghem Churchyard.